# Белый, Всеволод Иванович
Все́волод Ива́нович Бе́лый (22 ноября 1946, Харбин, КНР — 26 марта 2003, Иркутск) — защитник, тренер, судья всесоюзной категории по хоккею с мячом.

## Биография
Кандидат в мастера спорта. Начинал заниматься хоккеем в Абакане, откуда был приглашён в иркутскую команду мастеров. «Локомотив» (Иркутск) — 1966—1980. В высшей лиге чемпионатов СССР — 214 матчей.
В качестве арбитра обслуживал матчи команд высшей лиги с 1982 по 1996 гг., матчи розыгрыша Кубка мира (1989). В десятке лучших судей страны — 1989, 1990, 1992.
Работал тренером, завучем ДЮСШ «Локомотив» по хоккею с мячом, входил в состав инспекторской группы Федерации хоккея с мячом России. Тренировал команду первой лиги «Локомотив» (Иркутск) (2002/03).

## Статистика выступлений в высшей лиге чемпионатов страны
| Сезон | Клуб                  | Игры | Мячи |
| ----- | --------------------- | ---- | ---- |
| 1967  | «Локомотив» (Иркутск) | 3    | -    |
| 1968  | «Локомотив» (Иркутск) | 9    | -    |
| 1969  | «Локомотив» (Иркутск) | 27   | -    |
| 1970  | «Локомотив» (Иркутск) | 19   | -    |
| 1971  | «Локомотив» (Иркутск) | 10   | -    |
| 1972  | «Локомотив» (Иркутск) | 16   | -    |
| 1973  | «Локомотив» (Иркутск) | 22   | -    |
| 1974  | «Локомотив» (Иркутск) | 24   | -    |
| 1977  | «Локомотив» (Иркутск) | 26   | -    |
| 1978  | «Локомотив» (Иркутск) | 22   | -    |
| 1979  | «Локомотив» (Иркутск) | 23   | -    |
| 1980  | «Локомотив» (Иркутск) | 13   | -    |
|       | Всего                 | 214  | -    |